# Pleurosoriopsis makinoi
Pleurosoriopsis makinoi är en stensöteväxtart som först beskrevs av Carl Maximowicz, och fick sitt nu gällande namn av Aleksandr Vasiljevitj Fomin. Pleurosoriopsis makinoi ingår i släktet Pleurosoriopsis och familjen Polypodiaceae. Inga underarter finns listade.